# На краю світу (фільм, 1927)
На краю світу (нім. Am Rande der Welt) — німецький німий драматичний фільм 1927 року режисера Карла Ґруне з Альбертом Штайнруком, Вільямом Дітерле та Бригіттою Гельм у головних ролях. Він був знятий на Babelsberg Studios у Берліні. Роберт Неппах керував художнім керівництвом фільму та розробляв декорації. Фільм був настільки сильно скорочений керівництвом UFA, що Грюн намагався видалити своє ім'я з титрів і публічно розкритикував їх у відкритому листі.

## У ролях
- Альберт Штайнрюк — Мюллера-
- Вільям Дітерле — Джон
- Бригітта Гельм — Магда
- Віктор Янсон — гауптман
- Жан Бредін — лейтенант
- Імре Радай — Гезель
- Макс Шрек — Тродлера
- Камілла фон Холлай — Джонс Фрау
- Ервін Фабер — Незнайомець
- Георг Джон
- Фе Малтен